# فيردناند إيلي

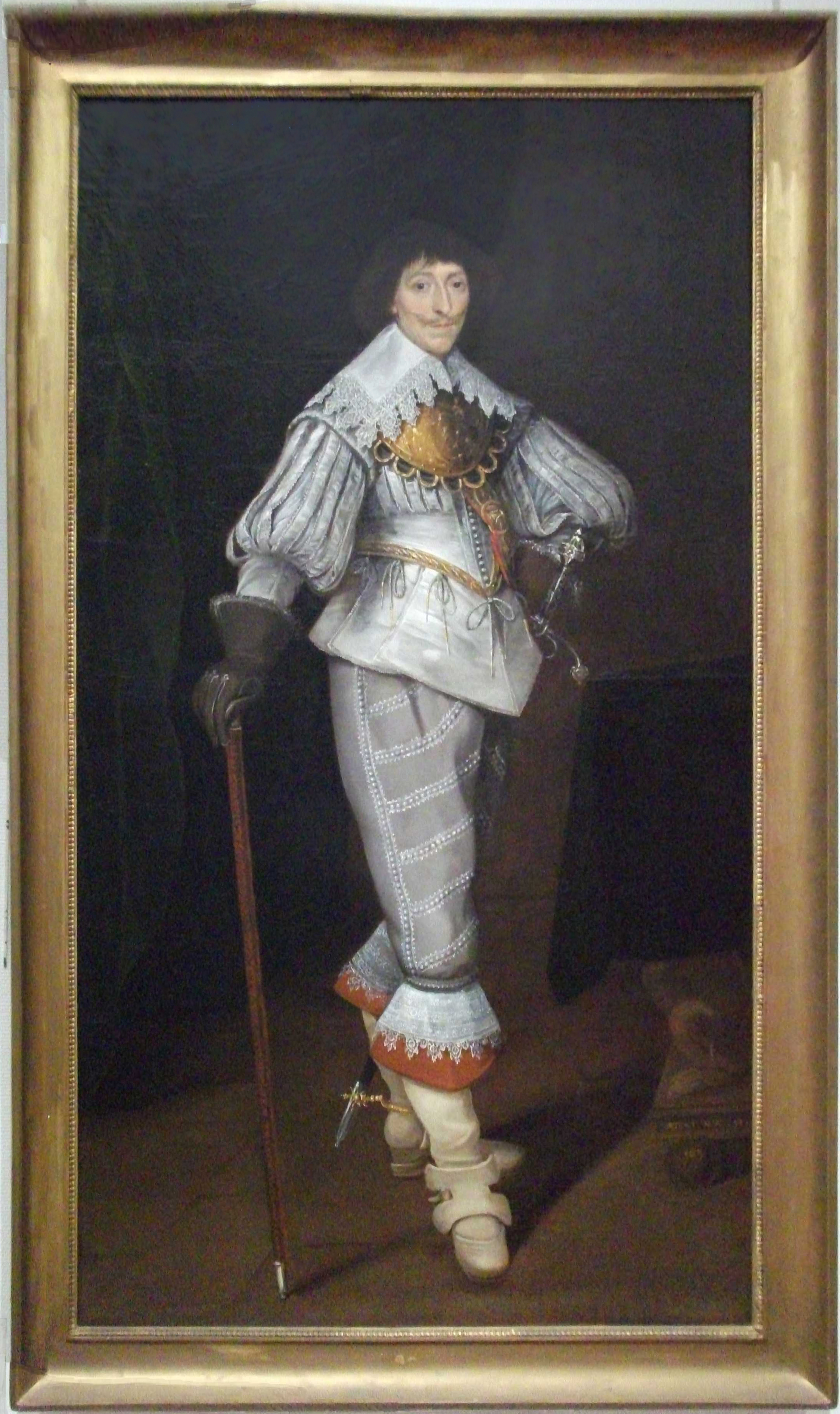
فرديناند ايل

فرديناند ايل (بالفرنسية: Ferdinand Elle)‏ (1570 في ميكلين - 1637 في باريس) رسام فرنسي و والد الرسام لويس فرديناند ايل الأكبر و جد الرسام لويس فرديناند ايل الأصغر.